# Acrivastină
Acrivastina este un antihistaminic H1 derivat de piridină, de generație 2, fiind utilizat în tratamentul alergiilor, precum este rinita alergică. Calea de administrare disponibilă este cea orală. Este asociată în Statele Unite cu pseudoefedrină.